# Interverband für Rettungswesen
Der Interverband für Rettungswesen IVR-IAS ist der schweizerische Dachverband von Organisationen, die sich mit der präklinischen Versorgung von Notfallpatienten befassen. Der Verband wurde 1962 als Verein gegründet.

## Organisation
Zu den Aktivmitgliedern gehören die Kantone und Körperschaften des öffentlichen Rechts sowie juristische Personen, die Aufgaben im Rettungswesen erfüllen. Passivmitglieder können Unternehmen und natürliche Personen sein, die die Zielsetzungen des IVR unterstützen. Personen, die sich in besonderem Masse um den IVR oder das Rettungswesen der Schweiz verdient gemacht haben, können von der Mitgliederversammlung des IVR zu Ehrenmitgliedern ernannt werden.

## Geschichte
Am 18. Januar 1962 fand die Gründungsversammlung im Zunftsaal des Bahnhofbuffets Enge (Zürich) unter dem Vorsitz des Zürcher Polizeioffiziers Albert Benz statt. Erster Präsident wurde E. Strupler vom Interverband für Schwimmen. Das Sekretariat des IVR wurde von der Sektion Zürich des TCS übernommen.
Als weitere Präsidenten fungierten Albert Benz (ab 1965), Walter Meng (ab 1972), Beat Roos (ab 1992), Gianmaria Solari (ab 2006), Franz Wyss (ab 2012) und Roman Wüst (ab 2016). Geschäftsführer waren Urs Krieger (ab 1992), Susanne Imbach (ab 2002) und nach ihr Martin Gappisch (ab 2005).
Die Geschäftsstelle zog 1972 von Zürich nach Aarau um und konnte 2008 nach Bern ins Haus der Kantone wechseln. 2001 schloss der IVR mit der Schweizerischen Konferenz der kantonalen Gesundheitsdirektorinnen und -direktoren (GDK) eine Leistungsvereinbarung ab, welche den IVR beauftragte, für die Kantone Leistungen zu übernehmen. Die Vereinbarung wurde am 23. Mai 2014 überarbeitet und erneuert.

## Zweck des IVR
Gemäss Statuten des IVR (vom 24. Mai 2013) bezweckt der IVR:
- Als Dachorganisation die Förderung und Koordination des schweizerischen Rettungswesens entlang der gesamten Rettungskette in allen Lagen (Alltag sowie besondere und ausserordentliche Lagen)
- Unterstützung der Aus-, Weiter- und Fortbildung der an der Rettungskette beteiligten Personen, gemeinsam mit anderen Organisationen
- Förderung der Qualitätssicherung im Rettungswesen
- Unterstützung vorbeugender Massnahmen, um Notfallsituationen zu vermeiden oder deren Folgen zu mindern
- Plattform für die Konsensfindung in allen Fragen des Rettungswesens
- Als gemeinnütziger Verein ist der IVR den Grundsätzen der internationalen Rotkreuz- und Rothalbmond-Bewegung verpflichtet

## Aufgaben/Leistungen/Tätigkeitsfelder
Der Verband wird von den Kantonen, die Mitglieder im Verein sind, finanziell unterstützt. Im Gegenzug ist dieser verpflichtet, einem Leistungsauftrag nachzukommen.
Gemäss der Vereinbarung der Schweizerischen Konferenz der kantonalen Gesundheitsdirektorinnen und -Direktoren (GDK) vom Dezember 2001 hat der IVR für die Kantone insbesondere folgende Leistungen zu erbringen:

### Rettungsdienste
- Entwicklung und Einführung eines Systems zur Qualitätssicherung der Rettungsdienste (Erlass von Richtlinien)
- Durchführung von Anerkennungsverfahren
- Entwicklung und Einführung eines einheitlichen Einsatzprotokolls

### Notruf 144
- Entwicklung und Einführung eines Systems zur Qualitätssicherung der Notrufzentralen (Erlass von Richtlinien)
- Durchführung von Anerkennungsverfahren
- technische Bewirtschaftung und Sicherstellung der Einhaltung der Konzessionsvorschriften für die Notrufnummer 144
- Schweizweiter Ansprechpartner für die Notrufnummer 144

### Bildung des Personals der Rettungsdienste
- Beteiligung an der Weiterentwicklung der Berufsbildung des Personals der Rettungsdienste und Sanitätsnotrufzentralen
- Unterstützung bei der Schaffung von Voraussetzungen zur mittelfristigen, nachhaltigen Abdeckung des Personalbedarfs im Rettungswesen

### Datenbasis
- Übernahme der Funktion als Informationsdrehscheibe
- Unterstützung bei der Schaffung einer Datenbasis über Kenndaten des Rettungswesens